# Repubbliche dell'Unione Sovietica

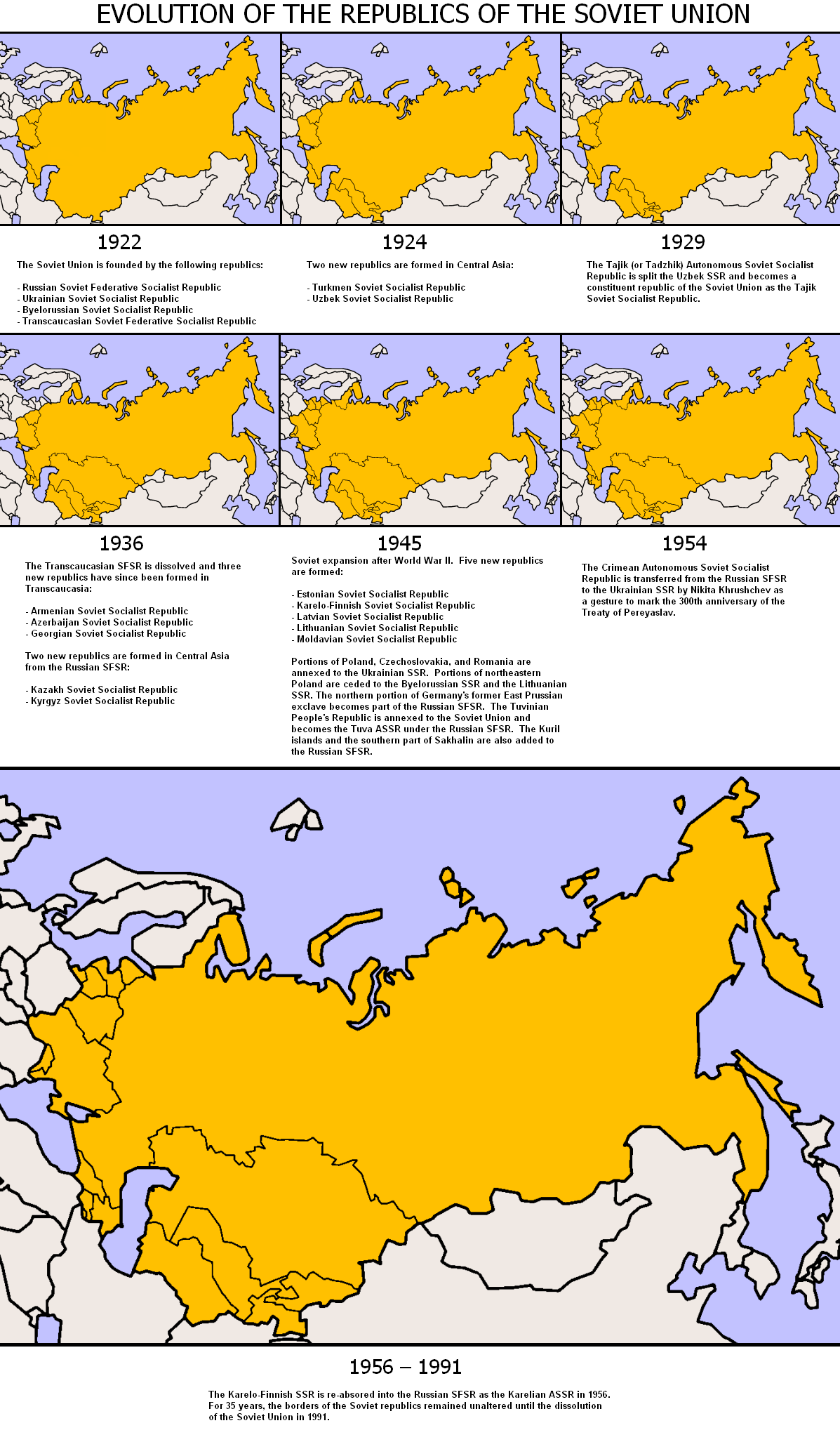
Evoluzione delle Repubbliche sovietiche dal 1922 al 1991

Le Repubbliche dell'Unione Sovietica (in russo Республики Советского Союза, Respubliki Sovetskogo Soyuza?), formalmente Repubbliche socialiste sovietiche, in sigla RSS (Советские социалистические республики, ССР, Sovetskie socialističeskie respubliki, SSR), erano gli Stati federati che componevano l'Unione Sovietica.
Erano tutte Repubbliche socialiste e tutte, con l'eccezione della RSFS Russa, avevano il proprio Partito comunista, facente parte del Partito Comunista dell'Unione Sovietica (PCUS).
Dal 1991 sono tutti stati indipendenti; 10 di loro aderiscono alla Comunità degli Stati Indipendenti; non vi hanno aderito Estonia, Lettonia e Lituania, mentre sono successivamente uscite dalla Comunità la Georgia (nel 2003, a seguito della Rivoluzione delle rose) e l'Ucraina (nel 2014, parallelamente alle manifestazioni dell'Euromaidan, alla crisi della Crimea del 2014 e alla guerra del Donbass).

## Storia
Le repubbliche giocarono un ruolo importante nel collasso dell'Unione Sovietica. Con Michail Gorbačëv, la glasnost' e la perestrojka erano mirate a riformare l'Unione Sovietica, ma gli effetti di queste riforme accrebbero il potere delle repubbliche. Dapprima, le liberalizzazioni politiche permisero ai governi di accrescere la loro legittimazione con la democrazia ed il nazionalismo. In più, la liberalizzazione portò a fratture nella gerarchia dei partiti che ridusse il controllo dell'URSS sulle repubbliche. Infine, la perestrojka permise ai governi delle repubbliche di controllare i propri assetti economici. Le repubbliche baltiche occupate, Estonia, Lettonia e Lituania, di etnia non russa e forzatamente annesse all'URSS dopo la II guerra mondiale, furono le prime a esprimere la loro volontà di ritornare libere ed indipendenti.
Verso la fine degli anni ottanta, il governo sovietico tentò di trovare una nuova struttura che potesse riflettere il potere crescente delle repubbliche. Questi sforzi si rivelarono inutili, e nel 1991 l'URSS cedette quando i governi delle repubbliche si separarono. Tutte le repubbliche divennero stati indipendenti, anche se i governi post-sovietici in molti casi rimasero quelli delle ex-repubbliche sovietiche, dando origine ai cosiddetti Stati post-sovietici.

## Assetto politico
Costituzionalmente, l'Unione Sovietica era una federazione. Secondo l'articolo 72 della Costituzione sovietica adottata nel 1977, ogni repubblica aveva il diritto di separarsi dall'URSS. Questo diritto non fu però mai esercitato fino al dicembre 1991, quando si verificò l'abbandono delle Repubbliche baltiche, della Georgia, dell'Armenia, dell'Azerbaigian, delle Repubbliche dell'Asia centrale, dell'Ucraina, della Moldavia e della Bielorussia, con il conseguente crollo dell'URSS.
In realtà, l'URSS era un'entità fortemente centralizzata, sin dalla sua creazione nel 1922 fino alla metà degli anni ottanta, quando la politica di Michail Gorbačëv portò alla perdita del potere centrale e al collasso dell'Unione Sovietica. Con la costituzione adottata nel 1936 e modificata fino all'ottobre 1977, la fondazione politica dell'Unione era formata dai Consigli dei Soviet dei Deputati del Popolo. Questi esistevano a tutti i livelli della gerarchia amministrativa, e l'Unione Sovietica stessa era sotto il controllo del Soviet Supremo dell'URSS, situato a Mosca.
Insieme alla gerarchia statale amministrativa, esisteva una struttura parallela di organizzazione partitica che permetteva al Politburo di esercitare un forte controllo sulle repubbliche. Era consuetudine nelle repubbliche al di fuori della Russia che il capo di Stato di una nazione fosse l'ufficiale locale quando il segretario generale del partito non si trovava nel territorio della repubblica.
Ogni repubblica aveva i propri simboli nazionali: una bandiera, uno stemma e, con l'eccezione della RSFS Russa, anche un inno (si vedano gli articoli su bandiere delle repubbliche dell'Unione Sovietica e su stemmi dell'Unione Sovietica).

## Le RSS dopo il 1956
Segue l'elenco delle 15 RSS esistenti dal 1956 alla dissoluzione dell'Unione Sovietica nel 1991.
| Repubbliche sovietiche | Repubbliche sovietiche | Stati indipendenti | Mappa delle Repubbliche sovietiche |
| 1                      | RSS Armena             | Armenia            | Mappa delle Repubbliche sovietiche |
| 2                      | RSS Azera              | Azerbaigian        | Mappa delle Repubbliche sovietiche |
| 3                      | RSS Bielorussa         | Bielorussia        | Mappa delle Repubbliche sovietiche |
| 4                      | RSS Estone             | Estonia            | Mappa delle Repubbliche sovietiche |
| 5                      | RSS Georgiana          | Georgia            | Mappa delle Repubbliche sovietiche |
| 6                      | RSS Kazaka             | Kazakistan         | Mappa delle Repubbliche sovietiche |
| 7                      | RSS Kirghisa           | Kirghizistan       | Mappa delle Repubbliche sovietiche |
| 8                      | RSS Lettone            | Lettonia           | Mappa delle Repubbliche sovietiche |
| 9                      | RSS Lituana            | Lituania           | Mappa delle Repubbliche sovietiche |
| 10                     | RSS Moldava            | Moldavia           | Mappa delle Repubbliche sovietiche |
| 11                     | RSFS Russa             | Russia             | Mappa delle Repubbliche sovietiche |
| 12                     | RSS Tagika             | Tagikistan         | Mappa delle Repubbliche sovietiche |
| 13                     | RSS Turkmena           | Turkmenistan       | Mappa delle Repubbliche sovietiche |
| 14                     | RSS Ucraina            | Ucraina            | Mappa delle Repubbliche sovietiche |
| 15                     | RSS Uzbeka             | Uzbekistan         | Mappa delle Repubbliche sovietiche |

### Suddivisione per regione
Russia
     Asia centrale
     Transcaucasia
     Europa orientale
     Paesi baltici

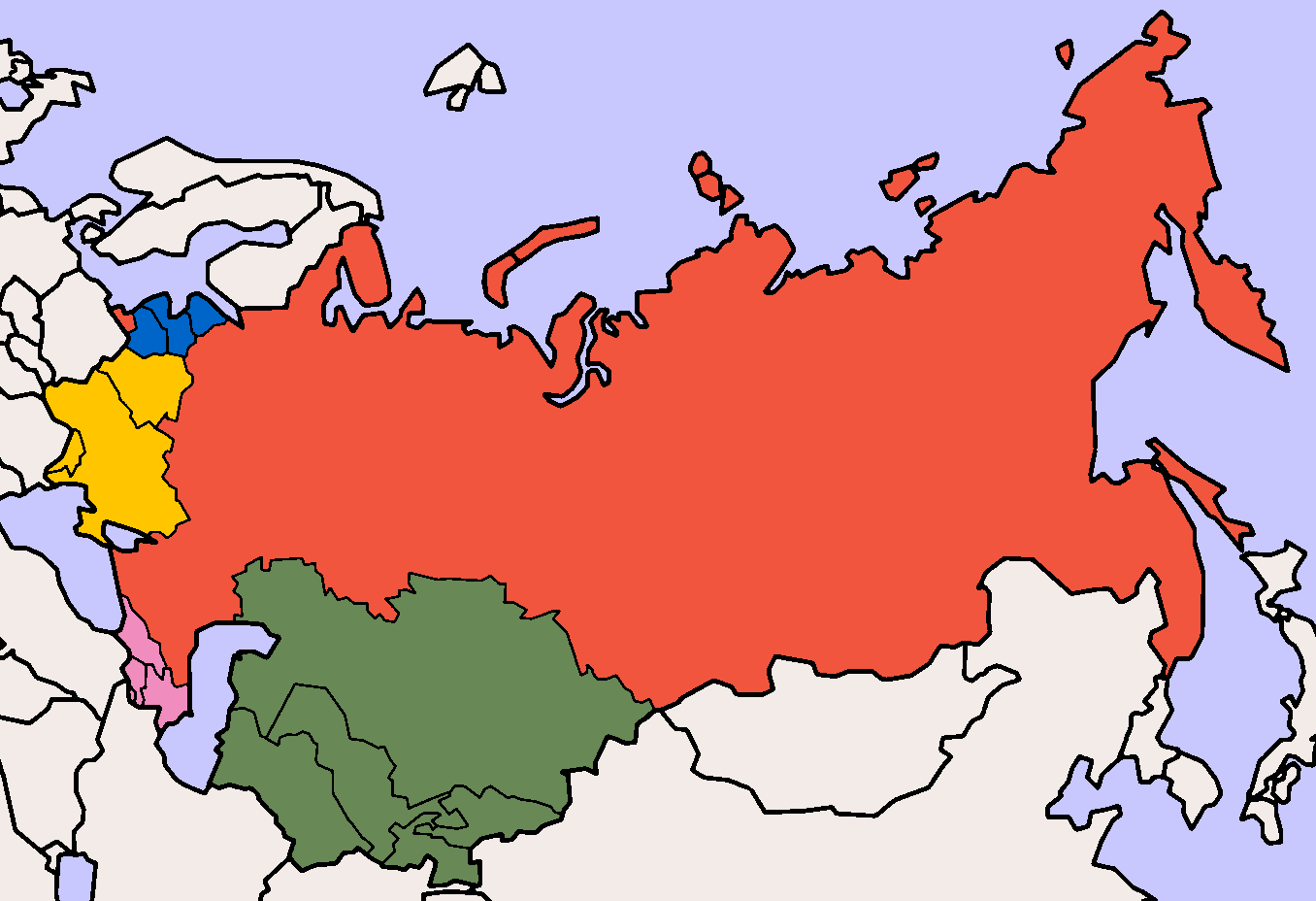
Russia
Asia centrale
Transcaucasia
Europa orientale
Paesi baltici

Le Repubbliche sovietiche possono essere suddivisi in cinque raggruppamenti geografici in base alle caratteristiche territoriali e culturali che le accomunavano.
- RSFS Russa, lo stato fondamentale dell'URSS attorno al quale andarono ad aggregarsi le altre repubbliche (1922).

In Siberia erano riconosciuti i circondari nazionali degli Evenki e dei Coriaki e la provincia autonoma degli Ebrei.
- Asia centrale:
  - RSS Kazaka
  - RSS Kirghisa
  - RSS Tagika
  - RSS Turkmena
  - RSS Uzbeka

- Transcaucasia (queste tre repubbliche furono unite nell'unica RSFS Transcaucasica dal 30.12.1922 al 5.12.1936):
  - RSS Armena (1920)
  - RSS Azera (1920)
  - RSS Georgiana (1921)

- Europa orientale:
  - RSS Bielorussa
  - RSS Moldava
  - RSS Ucraina (30.12.1922)

- I Paesi baltici (occupati e forzatamente annessi nel 1940, durante la seconda guerra mondiale):
  - RSS Estone
  - RSS Lettone
  - RSS Lituana

### Suddivisione per estensione
| Posizione | (nel mondo) | Repubblica            | Area (km²) | %      |
| --------- | ----------- | --------------------- | ---------- | ------ |
| 1         | 1           | RSFS Russa            | 17 075 400 | 76,62% |
| 2         | 9           | RSS Kazaka            | 2 727 300  | 12,24% |
| 3         | 44          | RSS Ucraina           | 603 700    | 2,71%  |
| 4         | 52          | RSS Turkmena          | 488 100    | 2,19%  |
| 5         | 56          | RSS Uzbeka            | 447 400    | 2,01%  |
| 6         | 84          | RSS Bielorussa        | 207 600    | 0,93%  |
| 7         | 85          | RSS Kirghisa          | 198 500    | 0,89%  |
| -         | -           | RSS Carelo-Finlandese | 172 400    | 0,77%  |
| 8         | 93          | RSS Tagika            | 143 100    | 0,64%  |
| 9         | 112         | RSS Azera             | 86 600     | 0,39%  |
| 10        | 119         | RSS Georgiana         | 69 700     | 0,31%  |
| 11        | 121         | RSS Lituana           | 65 200     | 0,29%  |
| 12        | 122         | RSS Lettone           | 64 589     | 0,29%  |
| 13        | 130         | RSS Estone            | 45 226     | 0,20%  |
| 14        | 135         | RSS Moldava           | 33 843     | 0,15%  |
| 15        | 138         | RSS Armena            | 29 800     | 0,13%  |

### Suddivisione per popolazione e densità
Secondo il censimento sovietico del 1989:
| Posizione | Repubblica     | Popolazione | %      |
| --------- | -------------- | ----------- | ------ |
| 1         | RSFS Russa     | 147 386 000 | 51,40% |
| 2         | RSS Ucraina    | 51 706 746  | 18,03% |
| 3         | RSS Uzbeka     | 19 906 000  | 6,94%  |
| 4         | RSS Kazaka     | 16 711 900  | 5,83%  |
| 5         | RSS Bielorussa | 10 151 806  | 3,54%  |
| 6         | RSS Azera      | 7 037 900   | 2,45%  |
| 7         | RSS Georgiana  | 5 400 841   | 1,88%  |
| 8         | RSS Tagika     | 5 112 000   | 1,78%  |
| 9         | RSS Moldava    | 4 337 600   | 1,51%  |
| 10        | RSS Kirghisa   | 4 257 800   | 1,48%  |
| 11        | RSS Lituana    | 3 689 779   | 1,29%  |
| 12        | RSS Turkmena   | 3 522 700   | 1,23%  |
| 13        | RSS Armena     | 3 287 700   | 1,15%  |
| 14        | RSS Lettone    | 2 666 567   | 0,93%  |
| 15        | RSS Estone     | 1 565 662   | 0,55%  |

| Posizione | Repubblica     | Densità |
| --------- | -------------- | ------- |
| 1         | RSS Moldava    | 128,2   |
| 2         | RSS Armena     | 110,3   |
| 3         | RSS Ucraina    | 85,6    |
| 4         | RSS Azera      | 81,3    |
| 5         | RSS Georgiana  | 77,5    |
| 6         | RSS Lituana    | 56,6    |
| 7         | RSS Bielorussa | 48,9    |
| 8         | RSS Uzbeka     | 44,5    |
| 9         | RSS Lettone    | 41,3    |
| 10        | RSS Tagika     | 35,7    |
| 11        | RSS Estone     | 34,6    |
| 12        | RSS Kirghisa   | 21,4    |
| 13        | RSFS Russa     | 8,6     |
| 14        | RSS Turkmena   | 7,2     |
| 15        | RSS Kazaka     | 6,1     |

## Altre Repubbliche socialiste sovietiche
- L'Armenia, l'Azerbaigian e la Georgia furono unite dal 1922 al 1936 nella RSFS Transcaucasica.
- La RSS Carelo-Finlandese esistette tra il 31 marzo 1940 e il 16 luglio 1956.
- Con il pericolo di intervento militare, la formalmente indipendente Repubblica dell'Estremo Oriente si staccò dalla Russia il 6 aprile 1920 per divenire uno stato cuscinetto, ma ritornò nell'URSS il 15 novembre 1922. La capitale era Verchneudinsk (ora Ulan-Udė) prima dell'ottobre 1920 e in seguito Čita.
- Ci fu un tentativo di dichiarare una RSS Polacca durante la Guerra polacco-sovietica del 1919-1922 da parte del Governo provvisorio rivoluzionario diretto da Julian Marchlewski a Białystok.
- Estonia, Lettonia e Lituania vennero occupate dai sovietici tra il 1940 e il 1941 e dalla Germania nazista durante la seconda guerra mondiale (1941-1944); vennero poi di nuovo incorporate nell'Unione Sovietica fino al 1991, quando riacquisirono la loro indipendenza internazionale.

## Repubbliche socialiste sovietiche autonome

Suddivisioni amministrative dell'URSS nel 1983; in arancione le Repubbliche socialiste sovietiche autonome all'interno delle rispettive Repubbliche sovietiche

All'interno delle 15 Repubbliche sovietiche, alcune suddivisioni amministrative avevano lo status di Repubblica socialista sovietica autonoma, spesso per una relativa minoranza etnica.

## Cronologia
- 1922 - Si forma l'Unione Sovietica dall'unione di RSFS Russa, RSFS Transcaucasica, RSS Ucraina e RSS Bielorussa.
- 1924 - Si forma la RSS Uzbeka.
- 1925 - Si forma la RSS Turkmena.
- 1929 - La RSS Tagika si separa dalla RSS Uzbeka.
- 1936 - Secondo la Costituzione sovietica del 1936, la RSSA Kazaka e la RSSA Kirghiza si separano dalla RSFS Russa e si trasformano nella RSS Kazaka e la RSS Kirghiza.
- 1936 - La RSFS Transcaucasica si divide in RSS Georgiana, RSS Armena e RSS Azera.
- 1939 - Parte della Polonia (conosciuta come Kresy) è annessa alla RSS Bielorussa e alla RSS Ucraina.
- 1940 - L'Estonia, la Lettonia e la Lituania sono occupate, annesse e trasformate in RSS Estone, RSS Lettone e RSS Lituana.
- 1940 - Viene creata la RSS Carelo-Finlandese dalla RSSA di Carelia di Russia.
- 1940 - Parte della RSSA Moldava diventa la RSS Moldava, insieme al territorio annesso dalla Romania.
- 1941 - La Lituania si rivolta e dichiara l'indipendenza, ma è subito occupata dalla Germania.
- 1944 - L'URSS annette la Repubblica Popolare di Tuvinia, annessa alla RSFS Russa.
- 1944 - I Paesi Baltici sono rioccupati dall'Unione Sovietica.
- 1945 - Parte della Prussia Orientale viene tolta alla Germania e annessa alla RSFS Russa, come exclave (oblast' di Kaliningrad).
- 1945 - La RSSA di Crimea diventa oblast' di Crimea, restando nella RSFS Russa.
- 1945 - Le isole Curili e la parte meridionale di Sachalin, già giapponesi, sono annesse alla RSFS Russa.
- 1945 - La Rutenia subcarpatica è ceduta dalla Cecoslovacchia e integrata nella RSS Ucraina.
- 1954 - La Crimea è trasferita dalla RSFS Russa alla RSS Ucraina.
- 1956 - La RSS Carelo-Finnica diventa RSSA di Carelia all'interno della RSFS Russa.
- 1990 - La Lituania e la Lettonia dichiarano di tornare all'indipendenza.
- 1991 - Tentativo militare sovietico di rovesciare la restaurazione dell'indipendenza della Lituania.
- 1991 - L'Estonia dichiara la restaurazione dell'indipendenza.